# سفر أيوب

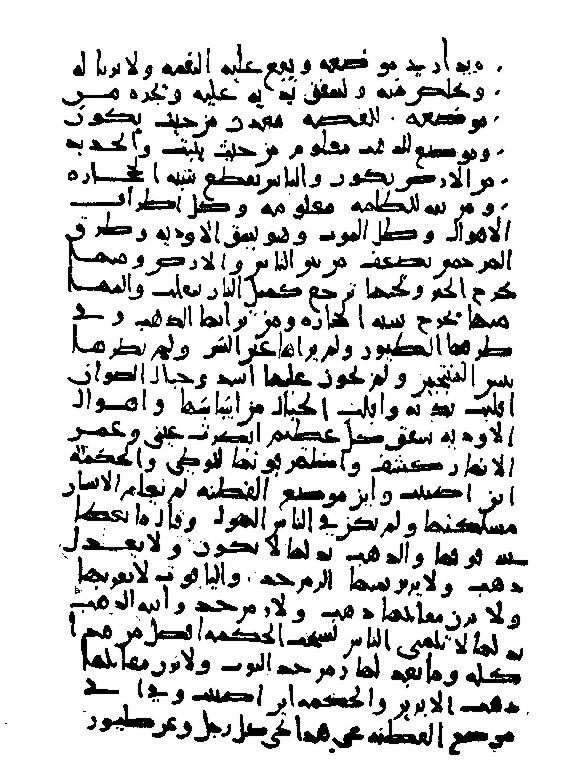
مخطوطة سفر أيوب بالعربية.

سفر أيوب هو أحد أسفار التناخ والعهد القديم. تشير لغة سفر أيوب، التي تجمع بين التأثيرات العبرية والآرامية ما بعد البابلية، إلى أنه تم تأليفه خلال الفترة الفارسية (540-330 قبل الميلاد)، حيث استخدم الشاعر العبرية بطريقة أدبية متعلمة. يتناول مشكلة الشر ، ويقدم تفسيرًا منطقيًا من خلال تجارب بطل الرواية. أيوب رجل ثري يتقي الله ويعيش حياة مريحة ولديه عائلة كبيرة. الله يناقش مع الشيطان من تقوى أيوب. يوبخ الشيطان الله، قائلاً إن أيوب سوف يبتعد عن الله إذا خسر كل ما يملك. يقرر الله اختبار هذه النظرية بالسماح للشيطان بإلحاق الألم بأيوب. ويتناول بقية الكتاب معاناة أيوب ونجاحه في الدفاع عن نفسه ضد أصدقائه غير المتعاطفين، الذين وبخهم الله، وسيادة الله على الطبيعة.

## التكوين

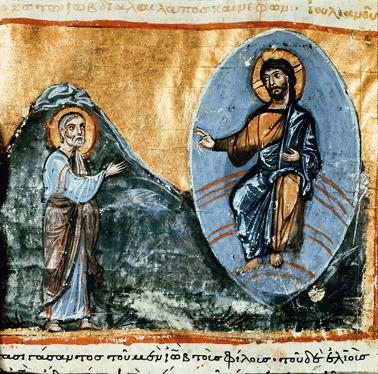
رسم بيزنطي يظهر المسيح قبل التجسد يتحدث إلى أيوب.

### التأليف واللغة والنصوص
يظهر أيوب في سفر حزقيال الذي يرجع تاريخه إلى القرن السادس قبل الميلاد كرجل من العصور القديمة يشتهر ببره، ويبدو أن مؤلف سفر أيوب قد اختار هذا البطل الأسطوري بسبب مثله. ينسب التقليد الحاخامي تأليف السفر إلى موسى، لكن العلماء يتفقون عمومًا على أنه كتب بين القرنين السابع والرابع قبل الميلاد، مع اعتبار القرن السادس قبل الميلاد الفترة الأكثر ترجيحًا لأسباب مختلفة. من المؤكد أن المؤلف المجهول كان إسرائيليًا، على الرغم من أنه جعل أحداث قصته خارج إسرائيل، في جنوب إدوم أو شمال شبه الجزيرة العربية، وتحدث عن أماكن بعيدة مثل بلاد ما بين النهرين ومصر. تشير التناقضات المختلفة والإدخالات الواضحة إلى تعرضه للتحرير والإضافات لاحقًا. يحتوي السفر على حوالي 1000 سطر، تشكل نحو 750 منها النواة الأصلية.
تتميز لغة السفر بعدد كبير بشكل استثنائي من الكلمات والأشكال غير الموجودة في أي مكان آخر في الكتاب المقدس. استنتج العالم اليهودي ابن عزرا في القرن الثاني عشر أن الكتاب يجب أن يكون قد كتب بلغة أخرى وترجم إلى اللغة العبرية، وبحث العديد من العلماء في وقت لاحق (حتى القرن العشرين) عن أصل آرامي أو عربي أو إدومي، ولكن أشار تحليل دقيق إلى أن الكلمات الأجنبية والأشكال ذات المظهر الخارجي هي أدوات أدبية مصممة لإضفاء المصداقية على البيئة البعيدة للكتاب.
السفر كان موجودا في عدد من الأشكال: النص الماسورتي العبري، الذي تقوم عليه العديد من ترجمات الكتاب المقدس الحديثة؛ السبعونية اليونانية التي ظهرت في مصر في القرون الأخيرة قبل الميلاد؛ والمخطوطات الآرامية والعبرية الموجودة ضمن مخطوطات البحر الميت.

### أيوب وتقاليد الحكمة
ينتمي كل من أيوب وسفر الجامعة وسفر الأمثال إلى نوع أدب الحكمة، ويتشاركون منظورًا يسمونه «طريقة الحكمة». تعني الحكمة طريقة تفكير ومجموعة المعارف المكتسبة من خلال هذا التفكير، وكذلك القدرة على تطبيقها في الحياة. يمكن تحقيقها جزئيًا من خلال الجهد الإنساني والجزء الآخر كهدية من الله، ولكن لا يمكن الحصول على كاملها أبدًا من قبل أي شخص باستثناء الله.  تشترك الكتب الثلاثة في المواقف والافتراضات ولكنها تختلف في استنتاجاتها، حيث يذكر سفر الأمثال معلومات واثقة حول العالم وأعماله لكنها تتناقض تمامًا مع أيوب والجامعة. توجد العديد من النصوص من بلاد ما بين النهرين القديمة ومصر، والتي تعتبر موازية لسفر أيوب، وعلى الرغم من أنه من المستحيل معرفة ما إذا كان مؤلف سفر أيوب قد تأثر بأي منهم، فإن وجودهم يشير إلى أنه كان مستفيدًا من تقاليد طويلة من التفكير في وجود معاناة لا يمكن تفسيرها.

## التأثير والتفسير

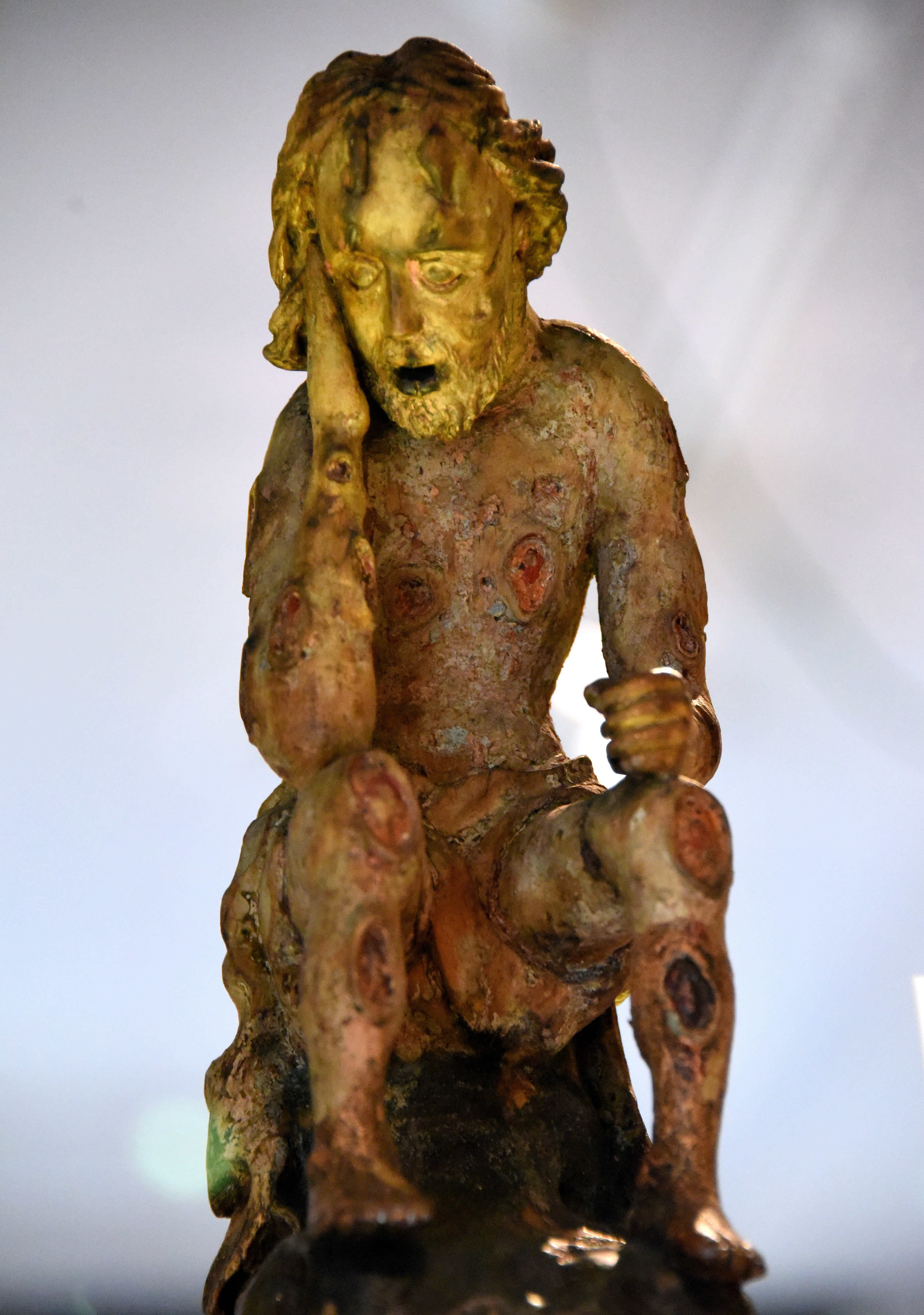
تمثال خشبي منحوت لأيوب. ربما من ألمانيا، 1750–1850م. مجموعة ويلكوم، لندن

في فترة الهيكل الثاني (500 قبل الميلاد - 70 ميلادية)، بدأت شخصية أيوب تتحول إلى شيء أكثر صبرًا وثباتًا، حيث كانت معاناته بمثابة اختبار للفضيلة وإثبات للصلاح لمجد الله. بدأت عملية "تقديس" أيوب بالترجمة اليونانية السبعينية (ق. 200) وتم تعزيزها في العهد الجديد لأيوب ‏ (القرن الأول قبل الميلاد - القرن الأول الميلادي)، مما يجعله بطل الصبر. لا تولي هذه القراءة اهتمامًا كبيرًا لأيوب في أقسام الحوار في الكتاب، ولكن هذا هو التقليد الذي اتخذته رسالة يعقوب في العهد الجديد ، والذي يقدم أيوب باعتباره شخصًا يجب على المؤمنين أن يقتدوا بصبره وتحمله (يعقوب 5 : 7-11).
عندما بدأ المسيحيون في تفسير أيوب 19: 23-29 (آيات تتعلق بـ "الفادي" الذي يأمل أيوب أن ينقذه من الله) على أنها نبوءة للمسيح، أصبحت النظرة اليهودية السائدة هي "أيوب المجدف"، حتى أن بعض الحاخامات قالوا إنه عوقب بحق من قبل الله لأنه وقف مكتوف الأيدي بينما كان فرعون يذبح الأطفال اليهود الأبرياء.
سجل القديس أوغسطينوس أن أيوب تنبأ بمجيء المسيح، وقدمه البابا غريغوري الأول كنموذج للحياة الصحيحة الجديرة بالاحترام. أعلن العالم اليهودي في العصور الوسطى موسى بن ميمون أن قصته هي مثل، وكتب المسيحي في العصور الوسطى توما الأكويني تعليقًا مفصلاً يعلن أنها تاريخ حقيقي. في الإصلاح البروتستانتي ، أوضح مارتن لوثر كيف أن اعتراف أيوب بالخطيئة وعدم القيمة كان أساسًا لقداسته، كما أظهر تفسير جون كالفن لأيوب عقيدة القيامة واليقين المطلق بالعدالة الإلهية.
الحركة المعاصرة المعروفة باسم لاهوت الخلق، وهي لاهوت بيئي ‏ يقدر احتياجات كل الخليقة، تفسر خطابات الله في أيوب 38-41 لتشير إلى أن اهتماماته وأفعاله لا تركز حصريًا على البشرية.

### في الإسلام والتراث الشعبي العربي
أيوب هو أحد الأنبياء الخمسة والعشرين المذكورين بالاسم في القرآن الكريم ، حيث أثنى عليه باعتباره عابدًا ثابتًا قائمًا (سورة ص:44). قصته لها نفس الخطوط العريضة الأساسية كما في الكتاب المقدس، على الرغم من استبدال الأصدقاء الثلاثة بإخوته، وبقاء زوجته بجانبه.
وفي لبنان، يمتلك الموحدون (الدروز) مزارًا بني في منطقة الشوف، ويُزعم أنه يحتوي على قبر أيوب, في تركيا, ويُفترض أنه عاش في شانلي في أورفة. يوجد أيضًا قبر أيوب خارج مدينة صلالة في عُمان.